# Septembre 1964

## Évènements
- Visite du président du Mali Modibo Keïta en Chine.
- Pour sortir de l'enlisement militaire au Yémen, Nasser décide de négocier et rencontre Fayçal à Alexandrie. Ils s'accordent sur le principe de neutralisation du Yémen mais cette décision n'est pas respectée.

- 5 septembre : inauguration du pont autoroutier du Forth, le plus long du monde au-dessus du Firth of Forth en Écosse.
- 6 septembre (Formule 1) : Grand Prix automobile d'Italie.

- 11 septembre : 
  - Accord militaire entre l'URSS et l'Inde.
  - Clôture de la conférence de la Ligue arabe. les affluents du Jourdain seront détournés afin d'empêcher les Israéliens d'irriguer le désert du Néguev et l'OLP est reconnue.

- 18 septembre - 4 novembre : septième congrès de la « Commission préparatoire pour la création de la Région autonome du Tibet ». Le panchen lama Choekyi Gyaltsen est démis de ses fonctions de président par intérim de la Commission après avoir appelé dans un discours public à Lhassa à un retour du dalaï-lama sur le trône. Après avoir subi une session de critiques publiques, il est emprisonné en Chine jusqu'en 1978.

- 21 septembre : Malte devient indépendante du Royaume-Uni.

- 22 septembre : Charles Helou, président du Liban (fin en 1970). Il continue la politique de Fouad Chéhab mais ne peut empêcher le retour en force des chefs traditionnels et l'affaiblissement consécutif de l'État.

- 25 septembre : au Mozambique, guerre du Frelimo contre les Portugais (fin en 1974).

- 30 septembre : le roi d'Afghanistan Mohammed Zaher Chah promulgue une constitution plus libérale.

## Naissances
- 2 septembre : Keanu Reeves, acteur canadien.
- 7 septembre : Eazy-E rappeur américain, membre du groupe N.W.A († 26 mars 1995).
- 10 septembre : Christine Cicot, judoka française.
- 11 septembre :
  - Torsten Bréchôt, judoka est-allemand.
  - Anton Kriel, joueur sud-africain de badminton.
  - Jean-Philippe Lemoine, joueur français de hockey sur glace.
  - Kathy Watt, coureuse cycliste australienne.
  - Eugénie Agoyo Wayiko, femme politique de la République démocratique du Congo.
- 14 septembre :
  - Stephen Dunham, acteur américain († 14 septembre 2012).
  - Faith Ford, actrice américaine.
  - Laurent Fournier, joueur et entraîneur de football français.
  - Éric Gastaldello, nageur français († 15 mai 2016).
  - Akylbek Japarov, homme politique kirghize.
  - Paoletta Magoni-Sforza, skieuse alpine italienne.
  - Stephan Mösch, journaliste allemand, spécialiste de la musique et du théâtre.
  - Terrence Paul, rameur d'aviron canadien.
  - Eugene Swift, athlète américain, spécialiste du 110 mètres haies.
  - Shaun Wane, ancien joueur anglais de rugby à XIII.
- 15 septembre : Robert Fico, homme politique slovaque.
- 16 septembre : Rossy de Palma, actrice espagnole.
- 17 septembre : Nathalie Amoratti-Blanc, femme politique monégasque.
- 20 septembre : Maggie Cheung, actrice hongkongaise.
- 22 septembre : Benoît Poelvoorde, acteur belge.
- 23 septembre : Bruno Solo, acteur français.
- 26 septembre : Andreï Babitski, journaliste russe († 1er avril 2022).
- 30 septembre :
  - Stephen N. Frick, astronaute américain.
  - Monica Bellucci, actrice italienne.
  - Guia Benachvili, homme politique géorgien.
  - Anthony Delon, acteur français.

## Décès
- 4 septembre : Clément Émile Roques, cardinal français, archevêque de Rennes (° 8 décembre 1880).